# Cinderella II: Dreams Come True
Cinderella II: Dreams Come True é um filme de animação estadunidense de 2002, sendo a continuação de Cinderela (1950). O filme foi dirigido por John Kafka e escrito por Jill Blotevogel, Thomas Rogers e Jull Sellboh. O filme foi produzido por Walt Disney Pictures e DisneyToon Studios e distribuído por Walt Disney Home Entertainment.
O filme foi lançado em 26 de fevereiro de 2002. O filme (ao contrário de seu antecessor) recebeu críticas negativas, mas lucrou 120 milhões de dólares.
O terceiro filme, Cinderella III: A Twist in Time, foi lançado em 2007.

## Sinopse
A Fada Madrinha lê a história de Cinderela, mas Jaq e Tatá chegam atrasados e perdem a história como não existe outra história de Cinderela. Então os ratinhos escrevem o livro "Cinderela 2" baseado nos fatos que aconteceram depois da lua de mel de Cinderela e o Príncipe.

## Produção
Cinderela II foi o primeiro filme da Cinderela a ser lançado direto-em-vídeo.

## Lançamento
O filme foi lançado em 26 de fevereiro de 2002.

## Recepção

### Crítica
No Rotten Tomatoes, o filme teve uma avaliação de 11% com base em 9 avaliações.

### Bilheteria
O filme alcançou bilheteria doméstica de 120 milhões de dólares.